# Tha Dogg Pound

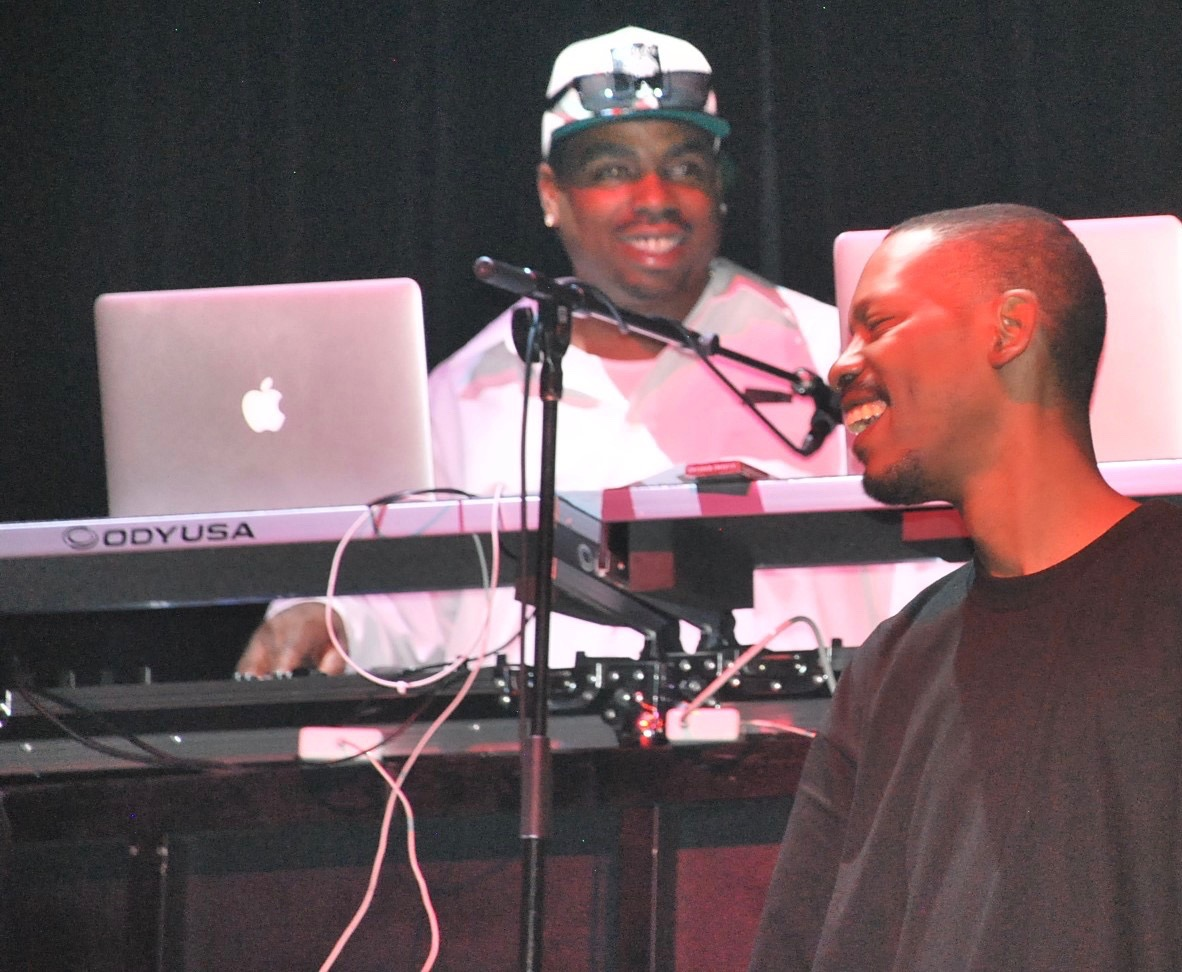
Tha Dogg Pound

Tha Dogg Pound är en amerikansk hiphop-duo bestående av Kurupt och Daz Dillinger. De släppte sin debut skiva Dogg Food 1995 på Death Row Records. Dock är de kanske i allmänhet mest kända för sina gästframträdanden på andra artisters låtar och album som till exempel deras låt For All My Niggaz and Bitches som togs med på Snoop Doggy Doggs album Doggystyle (musikalbum).